# Volvestre
Le Volvestre est un terroir constitué des vallées de l'Arize et du Volp, proche de la vallée de la Garonne, situé au sud de Toulouse et en partie nord du Couserans.

## Géographie
Le Volvestre est situé à cheval sur les départements de la Haute-Garonne et de l'Ariège et entre le massif du Plantaurel, le massif de l'Arize, le Comminges, le Terrefort ariégeois et la vallée de la Garonne. Les limites géographiques de ce territoire restent cependant assez floues.
Il est en partie :
- dans la Haute-Garonne, dans la communauté de communes du Volvestre et une partie du canton de Cazères ;
- en Ariège, dans une partie au nord de la communauté de communes Couserans - Pyrénées et avec les communes de la vallée de l'Arize membres de la communauté de communes Arize - Lèze. Voir aussi l'ancienne communauté de communes du Volvestre ariégeois.

## Villes principales

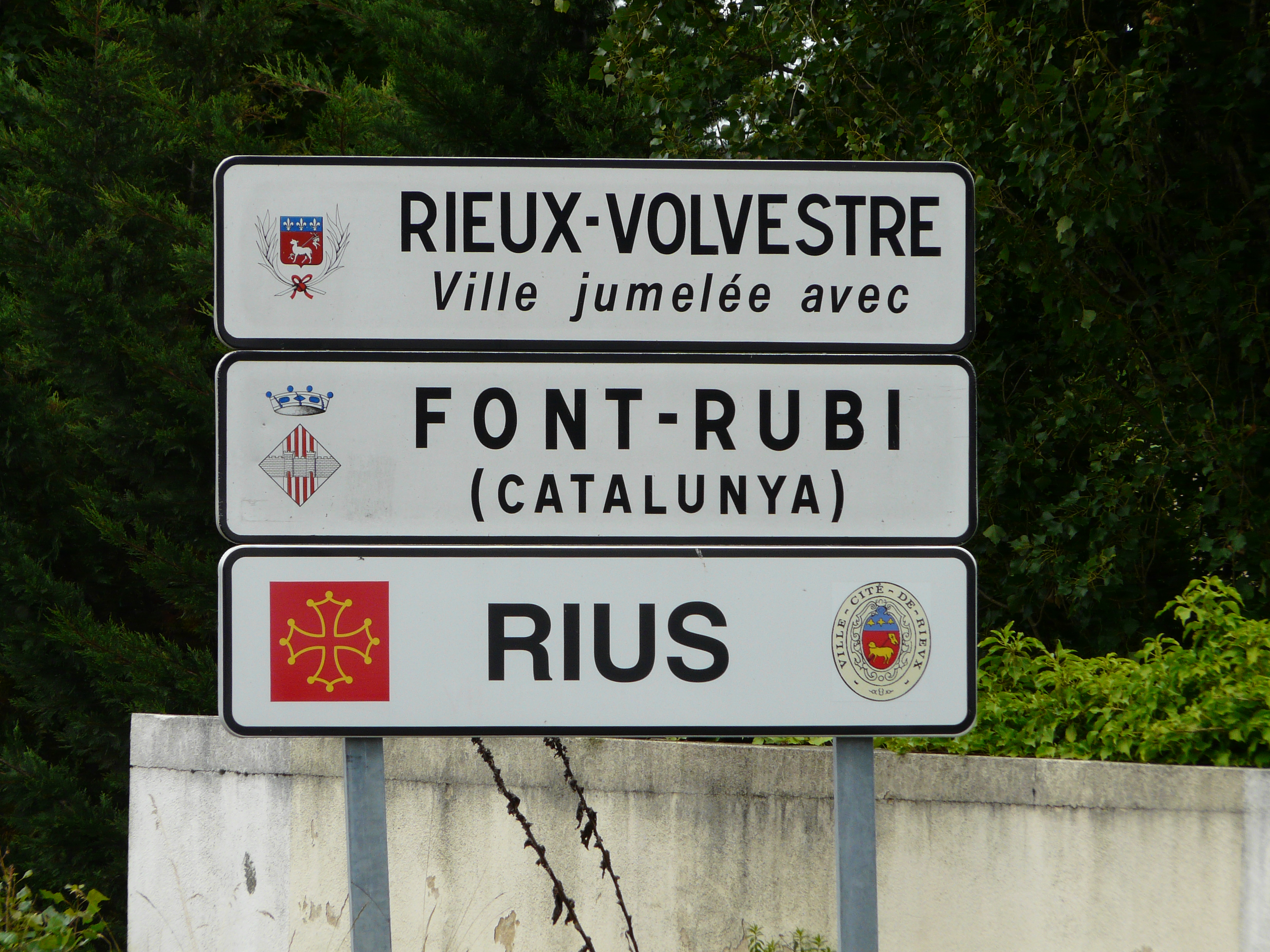
Panneau d'entrée de Rieux-Volvestre.

- Carbonne
- Sainte-Croix-Volvestre
- Montesquieu-Volvestre
- Rieux-Volvestre
- Le Mas-d'Azil

## Histoire
Pays de l'ancienne province de Gascogne située dans le sud-ouest de la France. Il fut un pays de contact des Convènes du Comminges et les Consoranni du Couserans avec les Volques Tectosages, peuple gaulois du Toulousain soumis par les Romains.
Le diocèse de Rieux a joué un rôle considérable dès le Moyen Âge. Il sera supprimé par la constitution civile du clergé.
À Cérizols se trouvent trois grosses pierres marquant la limite entre les anciens diocèses de Couserans, de Comminges et de Rieux. Une légende prétend que la fin du monde surviendra quand les trois pierres se souderont.